# Loxotephria elaiodes
Loxotephria elaiodes är en fjärilsart som beskrevs av Eugen Wehrli 1937. Loxotephria elaiodes ingår i släktet Loxotephria och familjen mätare. Inga underarter finns listade i Catalogue of Life.